# Ed Gale
Pour les articles homonymes, voir Gale (homonymie).
Edward Gale, dit Ed Gale, est un acteur américain atteint de nanisme né le 23 août 1963 à Plainwell (Michigan) et mort le 27 mai 2025 à Los Angeles (Californie).

## Biographie
Ed Gale est connu pour avoir sollicité sexuellement bon nombre de jeunes garçons mineurs via les réseaux sociaux. Il fut d'ailleurs interrogé à ce sujet par les forces de l'ordre et admit son crime, il ne fut cependant pas arrêté pour raisons de santé.

## Filmographie
- 1986 : Howard... une nouvelle race de héros (Howard the Duck) : Howard T. Duck
- 1987 : La Folle Histoire de l'espace (Spaceballs) : Dink
- 1988 : Phantasm 2 : nain à capuche
- 1988 : Jeu d'enfant (Child's Play) : doublure de Chucky
- 1989 : Chopper Chicks in Zombietown : Bob Littleton
- 1990 : The Dreamer of Oz (en) (TV) : Ned Brown / Fermier
- 1991 : Land of the Lost (série TV) : Tasha
- 1991 : Bill & Ted's Bogus Journey : Station #1
- 1992 : Mom and Dad Save the World de Greg Beeman : Bouledogue n° 2
- 1992 : Dolly (Dolly Dearest) : Dolly
- 1993 : Lifepod (TV) : Q-Three
- 1994 : Attack of the 5 Ft. 2 Women (TV) : Sponsor
- 1994 : Le Livre de la jungle (The Jungle Book) : Baloo bébé
- 1995 : Tad (TV) : genéral Tom Thumb
- 1996 : The Munsters' Scary Little Christmas (TV) : Larry
- 2000 : O'Brother (O Brother, Where Art Thou?) : le petit homme
- 2000 : Les Aventures de Rocky et Bullwinkle (The Adventures of Rocky & Bullwinkle) de Des McAnuff : la taupe de la Maison Blanche
- 2000 : Le Village du père Noël (en) (The Christmas Secret) (TV) : Kevin
- 2001 : Appelez-moi le Père Noël ! (Call Me Claus) (TV) : Benson
- 2002 : Demon Island (en) : Piñata
- 2002 : Fairie : Brownoser
- 2002 : SOS Père Noël (Santa, Jr.) (TV) : Stan
- 2003 : Tiny Tiptoes (Tiptoes) : Bobby Barry
- 2004 : Le Pôle express (The Polar Express) : Elfe
- 2005 : L.A. Dicks